# دفتر کارخانه چرم‌سازی
دفتر کارخانه چرم سازی مربوط به دوره پهلوی است و در همدان، خیابان آزادگان، انتهای خیابان توحید، دانشکده کشاورزی دانشگاه بوعلی سینا واقع شده و این اثر در تاریخ ۱۸ اسفند ۱۳۸۷ با شمارهٔ ثبت ۲۵۱۱۳ به‌عنوان یکی از آثار ملی ایران به ثبت رسیده است.